# Franz-Josef Paefgen
Franz-Josef Paefgen (* 10. Mai 1946 in Büttgen/Kaarst) ist ein  deutscher Manager. Er war Vorstandsmitglied von Audi (1995–2002), CEO von Bentley (2002–2011) und Präsident von Bugatti Automobiles (2007–2011) sowie Aufsichtsratsvorsitzender der ZF Friedrichshafen (2017–2021).

## Leben
Paefgen studierte ab 1967 Maschinenbau und Wirtschaftswissenschaften an der Universität Karlsruhe „Fridericiana“ in Karlsruhe und der RWTH in Aachen. 1976 wurde er an der Fakultät für Maschinenbau der RWTH mit der Arbeit Rechnergesteuerte Disposition eines Demand-Bus-Systems zum Dr.-Ing. promoviert. Seine Karriere startete er 1976 bei der Fordwerke Köln AG zunächst als Graduate Trainee. Tätigkeiten in der Motorenentwicklung und in der Qualitätssicherung schlossen sich an.
1980 kam Paefgen zur Audi NSU Auto Union AG nach Neckarsulm und war dort zuständig für Innenausstattung und Elektrik. 1987 wechselte er an den Standort Ingolstadt des mittlerweile als Audi AG firmierenden Unternehmens und leitete dort zunächst die Entwicklung Ausstattung und Klimatisierung. 1991 übernahm Paefgen die Leitung Produktplanung und Projektmanagement, im Februar 1994 wurde er kommissarischer Leiter der Technischen Entwicklung.
Von März 1995 bis April 1997 war Paefgen Mitglied des Vorstands der Audi AG für den Geschäftsbereich Technische Entwicklung. Am 1. Januar 1997 übernahm er das Amt des stellvertretenden Vorstandsvorsitzenden und folgte damit Herbert Demel nach. Von Juli 1997 an war Paefgen Sprecher des Audi-Vorstands. Von März 1998 bis Februar 2002 war er Vorsitzender des Vorstands der Audi AG, von November 1998 bis Februar 2002 gleichzeitig Präsident der Automobili Lamborghini SpA.
Am 1. März 2002 wurde er Chairman und Chief Executive Officer (CEO) von Bentley Motors Ltd. Außerdem war Paefgen im VW-Konzern als Generalbevollmächtigter für Motorsport und Forschung tätig. Von 2003 bis 2005 war er als Geschäftsführer der Bugatti Engineering bereits für die Entwicklung des Bugatti Veyron 16.4 verantwortlich, seit März 2007 war er zudem Präsident von Bugatti Automobiles S.A.S. in Molsheim sowie der Bugatti International S.A. in Luxemburg. Mit Wirkung zum 1. Februar 2011 ging Franz-Josef Paefgen in den Ruhestand. Seine Nachfolge als Vorstandsvorsitzender von Bentley Motors und Präsident der Bugatti Automobiles S.A.S. trat Wolfgang Dürheimer an.
Am 4. Dezember 2017 wurde Paefgen zum Aufsichtsratsvorsitzenden der ZF Friedrichshafen AG gewählt und löste somit Giorgio Behr ab. Er hatte den Posten bis zum 31. Dezember 2021 inne.

## Ehrungen und Auszeichnungen
2006 wurde Paefgen für sein Engagement für den Rennsport in Le Mans mit dem Spirit of Le Mans des Automobile Club de l’Ouest ausgezeichnet.
Paefgen war langjähriges Mitglied des Hochschulrats der Katholischen Universität Eichstätt-Ingolstadt.